# NHL Hitz Pro
NHL Hitz Pro är ett ishockeyspel utvecklat av Next Level Games och utgivet av Midway Games. Det släpptes ursprungligen i september 2003 till Playstation 2, Nintendo Gamecube och Xbox.
Spelet är det tredje och sista i NHL Hitz-serien, och på spelets omslag syns Nicklas Lidström från Detroit Red Wings.

## Spelupplägg
Spelet är ett arkadspel där spelaren kan välja att spela matcher med 3 eller 5 utespelare i vardera lag. Spelet innehåller återkommande spelarlägen, som träningsmatch och säsong.

## Mottagande
NHL Hitz Pro mottogs med positiva recensioner från spelkritiker, enligt webbplatsen Metacritic.